# Chapelle Saint-Christophe de Lafare
Pour les articles homonymes, voir Chapelle Saint-Christophe.
La chapelle Saint-Christophe est une chapelle romane située au pied des dentelles de Montmirail à Lafare dans le département français de Vaucluse en région Provence-Alpes-Côte d'Azur.

## Localisation
La chapelle se dresse solitaire parmi les pins, sur le flanc sud des dentelles de Montmirail, au nord du village de Lafare, le long de l'ancienne route qui reliait Malaucène à Gigondas par le col du Cayron.

## Historique
La chapelle a été édifiée au XIIe siècle. Elle appartenait à la mense de l'abbaye Saint-André de Villeneuve-lès-Avignon qui en percevait les revenus.
La seigneurie fut acquise en août 1246 par Pons Astouaud et Rostang de Libra pour la somme de 20 sols raymondins[Quoi ?]. Le village était alors à mi-côte sur la colline où se situe toujours la chapelle Saint-Christophe. Ce fut là que Raymond de Turenne installa une partie de ses troupes à la fin du XIVe siècle. Ces mercenaires ayant trop bien été accueillis par la population, après 1399, les habitants virent leurs maisons rasées et les hommes furent pendus.

## Architecture
Située à 330 mètres d'altitude sur l'un des contreforts des dentelles de Montmirail, la chapelle Saint-Christophe de Lafare ne mesure hors-œuvre que 12,30 mètres sur 4,90 mètres.
Elle est édifiée en moellon, la pierre de taille se cantonnant à l'encadrement de la porte, des baies et aux chaînage d'angle. Elle est recouverte de lauzes.
La façade présente une simple porte cintrée surmontée d'une baie cintrée. À gauche de la porte, la façade est percée d'une petite ouverture carrée.
Le chevet roman est constitué d'une abside semi-circulaire unique.

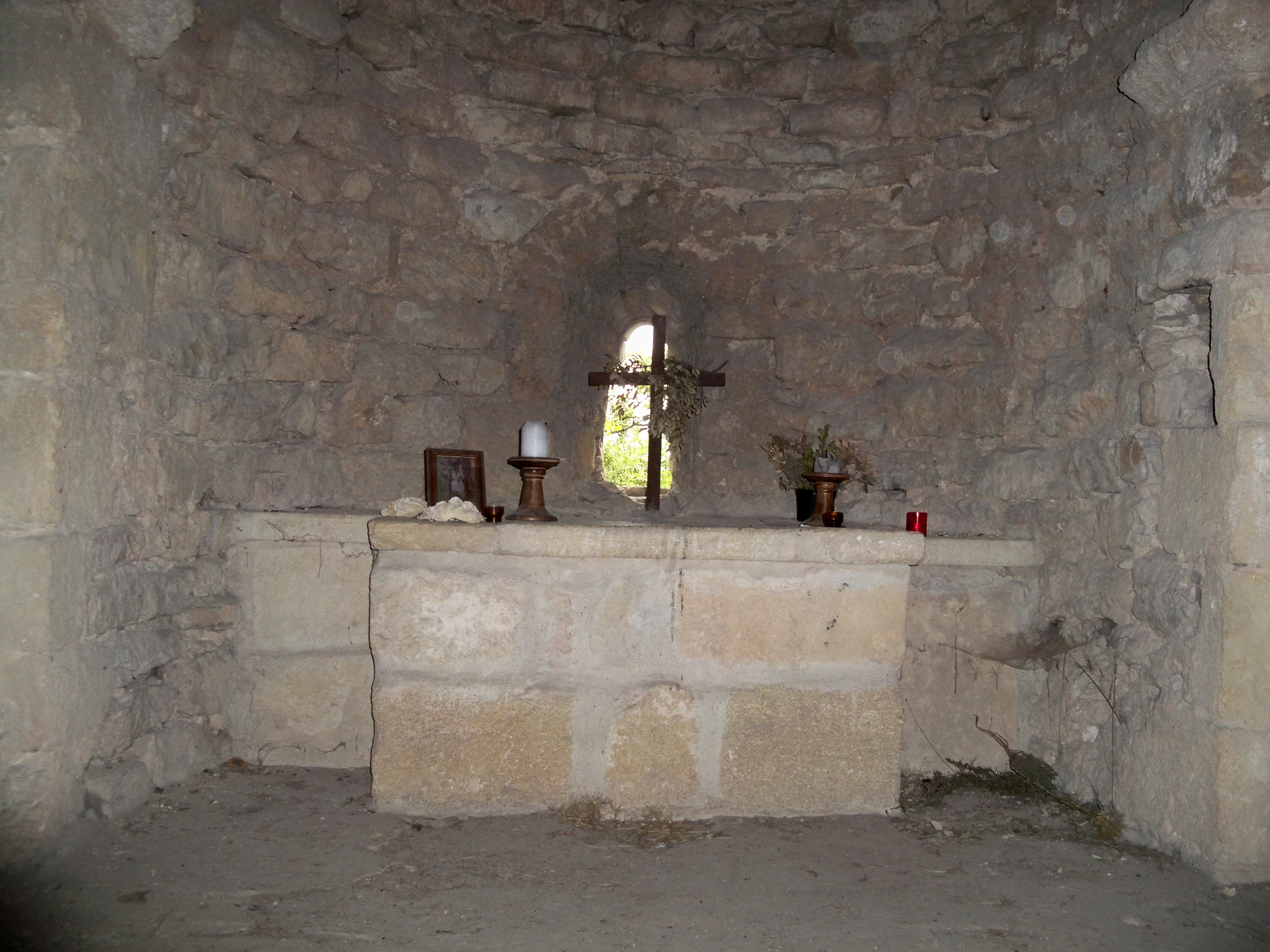
Autel et fenêtre absidiale.